# نيلز لارسن
نيلز لارسن (بالدنماركية: Niels Larsen)‏ هو لاعب رماية دنماركي، ولد في 21 نوفمبر 1889 في هورسينس في الدنمارك، وتوفي في 15 نوفمبر 1969 في Otterup ‏ في الدنمارك.

## وصلات خارجية
- نيلز لارسن على موقع الاتحاد الدولي (الإنجليزية)
- نيلز لارسن على موقع اللجنة الأولمبية الدولية (الإنجليزية)
- نيلز لارسن على موقع أوليمبيديا (الإنجليزية)